# Žane
Žane je moško osebno ime.

## Izvorn imena
Ime Žane je različica imena Žan.

## Pogostost imena
Po podatkih Statističnega urada Republike Slovenije je bili na dan 31. decembra 2007 v Sloveniji 26 oseb z imenom Žane.